# Dennis Tanner
Dennis Tanner, es un personaje ficticio de la serie de televisión Coronation Street interpretado por el actor Philip Lowrie del 9 de diciembre de 1960 hasta el 12 de junio de 1968, Philip regresó a la serie el 12 de mayo de 2011 y desde entonces aparece en el programa.

## Antecedentes
Dennis es hijo de Elsie y Arnold Tanner, el matrimonio de sus padres se ternimó en 1945 y Arnold se fue de la casa por lo que Elsie tuvo que criar sola a Dennis y a su hermana mayor Linda; sin embargo, aunque Linda se comportaba responsablemente pronto Dennis comenzó a escaparse de clases y finalmente junto a su amigo Je Stone fueron sentenciados a seis meses en la cárcel por sus fechorías.